# Raymond Dandy
Raymond François Émile Marie Pierre Frau dit Raymond Dandy ou Dandy, né le 14 octobre 1887 à Gorée (Sénégal) et mort le 9 février 1953 dans le 10e arrondissement de Paris, est un acteur français de cinéma et de music-hall⁣⁣⁣. 
Il a notamment interprété les personnages de Kri-Kri et Ovaro.

## Biographie
Né au Sénégal où son grand-père maternel, ancien mécanicien de la Marine, s'était installé comme négociant à Gorée, Raymond Frau revient à Paris avec ses parents dans le 18e arrondissement où il devient acrobate. 
On ignore dans quelles circonstances ce petit homme (1,52 m) borgne (il avait perdu l'usage de l'œil droit) a poursuivi sa carrière en Italie en devenant clown dans un cirque. Remarqué par des metteurs en scène de cinéma, il crée le personnage de Kri-Kri avec les productions Cines à Rome. Il tournera finalement 24 séries en France et en Autriche où Dandy avait créé une société de production, la Dandy Film Co.
Rappelé sous les drapeaux à la suite de la Mobilisation générale, il retourne en France qu'il ne quittera plus désormais.
Mort à 65 ans à l'hôpital Lariboisière où il était soigné pour une double congestion pulmonaire, Raymond Dandy a été inhumé au cimetière de Pantin (49e division) après une cérémonie religieuse en l'église Saint-Vincent-de-Paul de Paris. Sa tombe, dont la concession n'a jamais été renouvelée, semble avoir disparue.

## Carrière au music-hall
- 1900-1910 : acrobate et clown au Nouveau Cirque et à Medrano

Moulin Rouge
- 1925-1926 : La Revue Mistinguett, avec Mistinguett
- 1926 : revue Montmartre aux nues au Moulin Rouge avec Gina Palerme
- 1927 : revue Ça c'est Paris
- 1927-1928 : revue Paris aux étoiles
- 1928-1929 : revue Paris qui tourne, avec Mistinguett et Jean Gabin
- 1929 : revue Allô, ici Paris, avec Jean Gabin

Casino de Paris
- 1930 : revue Paris qui remue, avec Joséphine Baker
- 1931 : revue Paris qui brille, avec Mistinguett
- 1932 : revue Sex appeal Paris 32, mise en scène d'Henri Varna, avec Marie Dubas
- 1935 : revue Parade de France, avec Tino Rossi
- 1936 : revue Parade du monde, avec Jo Bouillon

Folies Bergère
- 1937 : revue En super folies, avec Joséphine Baker
- 1939 : revue Madame la folie, avec Jeanne Aubert
- 1946 : revue C'est de la folie, avec Suzy Prim
- 1949 : revue Féeries et folies, avec Joséphine Baker

## Carrière au cinéma
en Italie
- 1912-1916 : série Kri-Kri. 140 courts-métrages répertoriés.
- 1912 : série de 12 courts métrages (réalisateurs anonymes, en Italie)
- 1913 : série de 74 courts métrages (réalisateurs anonymes, en Italie)
- 1914 : série de 37 courts métrages (réalisateurs anonymes, en Italie)
- 1915 : série de 19 courts métrages (réalisateurs anonymes, en Italie)
- 1916 : 2 courts métrages (réalisateurs anonymes, en Italie)

en France
- 1913-1923 : Série Dandy réalisée par Georges Rémond[6], produit par Éclair ː
  - 1913 : Dandy afficheur, comique en 2 parties (525 m). Ressorti en 1921.
  - 1913 : Dandy danseuse, comique en 2 parties (528 m); Ressorti en 1921[7].
  - 1913 : Dandy gazier, comique en 2 parties (502 m). Ressorti en 1921[8].
  - 1915 : Dandy et son rival, comique en 1 partie
  - 1915 : Dandy mitron, comique en 1 partie
  - 1915 : Dandy Pacha, comique en 2 parties (652 m). Ressorti en 1921[9].
  - 1919 : Dandy fait un béguin, comique en 2 parties (600 m)
  - 1919 : Dandy prend des vacances, comique en 2 parties (600 m)
  - 1920 : Dandy a des visions, comique en 2 parties (550 m)
  - 1920 : Dandy navigateur, comique en 2 parties (616 m)
  - 1920 : Dandy paye ses dettes / Dandy paie ses dettes, comique en 2 parties (650 m)[10]
  - 1920 : Dandy ébéniste, comique en 2 parties (550 m)
  - 1920 : Dandy et les beautés / Dandy au concours de beauté, comique en 2 parties (573 m)
  - 1920 : Dandy hérite, comique en 2 parties (650 m)
  - 1923 : Dandy soubrette (Dandy, das Stubenmädchen) tourné à Vienne[11]
  - 1923 : Dandy pompier (Dandy als Feuerwehrmann), comique en 2 parties (700 m) tourné à Vienne[12]
  - 1923 : Dandy neigeux / Dandy au pays des neiges (Dandy lernt Skifahren), comique en 2 parties (600 m) tourné à Vienne[13]
  - 1923 : Dandy contre bandits / Bandits contre Dandy, comique en 2 parties (650 m)
  - 1923 : Dandy fermier (360 m)
  - 1923 : Dandy livreur consciencieux / Dandy livreur, comique en 2 parties (445 m)
  - 1923 : O'Dandy
  - 1923 : C'Dandel
- 1930 : L'Héritage de Lilette / Ohé les valises, court-métrage de Michel du Lac[14] : Benoît[15]
- 1930 : On demande un dompteur de Raymond Dandy (court métrage)
- 1931 : Prisonnier de mon cœur de Jean Tarride
- 1931 : Trois cœurs qui s'enflamment de Charles de Rochefort
- 1932 : Mise en plis de Jacques Desagneaux
- 1932 : Occupe-toi d'Amélie de Richard Weisbach et Marguerite Viel
- 1934 : Le Suis-je de Raymond Dandy
- 1934 : Minuit, place Pigalle de Roger Richebé
- 1938 : Trois Valses de Ludwig Berger
- 1939 : Les Compagnons de Saint-Hubert de Jean Georgesco - court métrage
- 1946 : La Revanche de Roger la Honte de André Cayatte
- 1949 : Miquette et sa mère de Henri-Georges Clouzot : Pierre Patouillaud, dernière apparition de Dandy au cinéma.